# Absu
Absu es una banda estadounidense de thrash metal formada en Plano, Texas en 1991. Se caracteriza por poseer un sonido influenciado por la música celta y el folk (antiguamente por la mitología sumeria), aunque en sus principios su música se orientaba hacia el death metal.

## Biografía

### Inicios y consolidación
Absu se formó en 1991 por Equitant Ifernain y Shaftiel. Poco después, se les unieron Proscriptor McGovern, David Athron Mystica y Black Massith. Después de su formación, Absu se mantuvo como un grupo discreto hasta que en 1993 lanza su primer álbum: "Barathrum: VITRIOL". Tras el lanzamiento de este primer álbum,  David Athron Mystica y Black Massith dejaron la banda. Desde entonces y durante una década la banda fue un trío conformado por Ifernain, Shaftiel y Proscriptor, lanzando durante aquella época tres álbumes y dos EP.

### Declive y el suspenso del proyecto
En año 2001, Absu contrató a un segundo guitarrista, Kashshapxu. Poco después del contrato, Equitant salió de la banda debido a diferencias musicales. Más tarde, Proscriptor quedó gravemente herido de la mano en un accidente, por lo que tuvo que operarse. Después de casi un año de curación y terapia, estaba dispuesto a seguir otra vez en la banda, pero Shaftiel ya no tenía ningún interés en Absu y Kashshapxu también se había marchado debido, nuevamente, a diferencias musicales. Proscriptor se queda sólo en la banda, proponiendo dejar Absu en suspenso y trabajar en otros proyectos. Durante este período, trabajó con la popular banda Slayer. En 2005, Proscriptor y Equitant reúnen una colección de grabaciones inéditas de Absu, y lo lanzan bajo el título Mythological Occult Metal: 1991-2001.

### Proscriptor y sus otros proyectos
Con Absu todavía en suspenso, Proscriptor sigue trabajando en otros proyectos, tales como el proyecto de dark ambient Equimanthorn, junto a Equitant y miembros de The Soil Bleeds Black; Proscriptor, su propio proyecto de neofolk; y Starchaser Red, un proyecto de electronic art rock con Equitant y Victorious. Además, fue el batería y vocalista de Melechesh durante seis años (desde 1999 a 2005, aunque todavía contribuye con letras y voz) y ha realizado sesiones de trabajo con Judas Iscariot, Thornspawn y Magnus Thorsen. Proscriptor también tiene su propio sello discográfico, Tarot Productions.

### La nueva formación de la banda
El 15 de enero de 2007, Proscriptor anunció el relanzamiento de los tres primeros álbumes de Absu y un nuevo EP en directo: L'Attaque Du Tyran: Toulouse, Le 28 Avril 1997. En mayo de 2007, Prosciptor finalmente anunció la incorporación de Vastator Terrarum y Aethyris MacKay a la banda, conformando así la nueva alineación de Absu. También lanza un EP con Demonical Liberation. A principios de 2008, Absu anunció que había firmado con Candlelight Records para sus futuras grabaciones y que lanzará un séptimo EP a través de Relapse Records titulado Speed N 'Spikes. En marzo de 2008, Vastator Terrarum deja la banda,  sustituyéndolo Zawicizuz.

## Sonido y letras
En un principio sus trabajos se inclinaban hacia un sonido más propio del death metal, pero con el tiempo se han incorporado elementos de black metal y thrash metal, con influencias de la música celta y el folk. En sus canciones abordan temas esotéricos y mitológicos.
Su temática lírica consta de tres ciclos:
-El primero está basado en la mitología sumeria, y consta de dos discos: "Barathrum V.I.T.R.I.O.L." (1993) y "The Sun of Tiphareth" (1995)
-El segundo está basado en la mitología celta, constando de tres discos: "The Third Storm of Cythraul" (1997), "In The Eyes of Ioldánach" (1998) y "Tara" (2001).
-Los dos LP que lanzaron recientemente, "Absu" (2009) y "Abzu" (2011), conforman las dos primeras partes de la trilogía que marca el tercer ciclo de la banda, relacionado con el ocultismo y la magia.

## Miembros

### Miembros
Miembros anteriores
- Vastator Terrarum - guitarra, teclados y coros
- Shaftiel - guitarra y voz
- Equitant Ifernain - guitarra y bajo
- Kashshapxu - guitarra
- David Athron Mystica - guitarra
- Black Massith - teclados, sintetizador y secuenciador
- Aethyris MacKay - guitarra

## Discografía
- 1993: Barathrum: Visita Interiora Terrae Rectificando Invenies Occultul Lapidem (V.I.T.R.I.O.L.)
- 1995: The Sun of Tiphareth
- 1997: The Third Storm of Cythraul
- 1998: In the Eyes of Ioldánach (EP)
- 2001: Tara
- 2005: Mythological Occult Metal: 1991-2001
- 2009: Absu
- 2011: Abzu

Discos Adicionales
- 1992: The Temples of Offal (Demo)
- 1995: ...And Shineth Unto the Cold Cometh... (7" EP)
- 2000: In The Visions Of Ioldánach (Video)
- 2007: L'Attaque Du Tyran: Toulouse, Le 28 Avril 1997 (7" EP)
- 2007: Split with Demonical (7" EP)
- 2008: Speed N' Spikes #2 (Split 7" EP with Rumpelstiltskin Grinder)